# Luthrodes
Luthrodes is een geslacht van vlinders uit de familie van de Lycaenidae, de kleine pages, vuurvlinders en blauwtjes. De wetenschappelijke naam is voor het eerst voorgesteld door Hamilton Herbert Druce in een publicatie uit 1895 .

## Soorten
- Luthrodes boopis (Fruhstorfer, 1897)
- Luthrodes buruana (Holland, 1900)
- Luthrodes cleotas (Guérin-Méneville, [1831])
- Luthrodes mindora (C. & R. Felder, [1865])
- Luthrodes pandava (Horsfield, [1829])
- Luthrodes peripatria (Hsu, 1989)

### Niet meer in dit geslacht
- Luthrodes contracta (Butler, 1880) - is gewijzigd in Lachides parrhasius contracta (Butler, 1881)
- Luthrodes ella (Butler, 1881) - is een synoniem geworden van Lachides parrhasius contracta (Butler, 1881)
- Luthrodes galba (Lederer, 1855) - is ondergebracht in Lachides